# قتل دانیل زامودیو
دانیل موریسیو زامودیو ورا (به اسپانیایی: Daniel Mauricio Zamudio Vera) ‏(۳ اوت ۱۹۸۷ — ۲۷ مارس ۲۰۱۲) جوان همجنس‌گرای شیلیایی بود که بخاطر گرایش جنسیش توسط اعضای یک گروه طرفدار نئونازیسم در پارکی در پایتخت شیلی به شدت مورد ضرب و شتم قرار گرفت. اعضای گروه به مدت شش ساعت او را شکنجه داده، بدنش را با سیگار سوزاندند، پای راستش را با سنگ شکسته و بر شکمش با شیشه، صلیب شکسته حک کردند. به‌گونه‌ای که ۲۵ روز بعد بر اثر شدت جراحات جان باخت.

## پیامدها
مرگ دانیل زامودیو خشم عده زیادی از مردم شیلی را برانگیخت. در ۳۰ مارس ۲۰۱۲ هزاران نفر از شهروندان سانتیاگو در تشییع جنازه او شرکت کردند. پلیس چهار مرد را در ارتباط با این جنایت بازداشت کرد که ۱۹ تا ۲۴ ساله بودند. دادگاه در اکتبر ۲۰۱۳ آنان را گناهکار اعلام کرد و برای یکی از آن‌ها حبس ابد، دو تن دیگر ۱۵ سال زندان و جوان‌ترینشان ۷ سال زندان در نظر گرفت.
همچنین سباستین پینیه‌را، رئیس‌جمهور دست‌راستی شیلی، از پارلمان این کشور خواست تا به قانون ضد جرایم از سر تنفری که هفت سال منتظر تصویب شدن بود رأی موافق دهد. پارلمان شیلی در ماه مارس سرانجام این قانون را تصویب کرد.

## نگارخانه

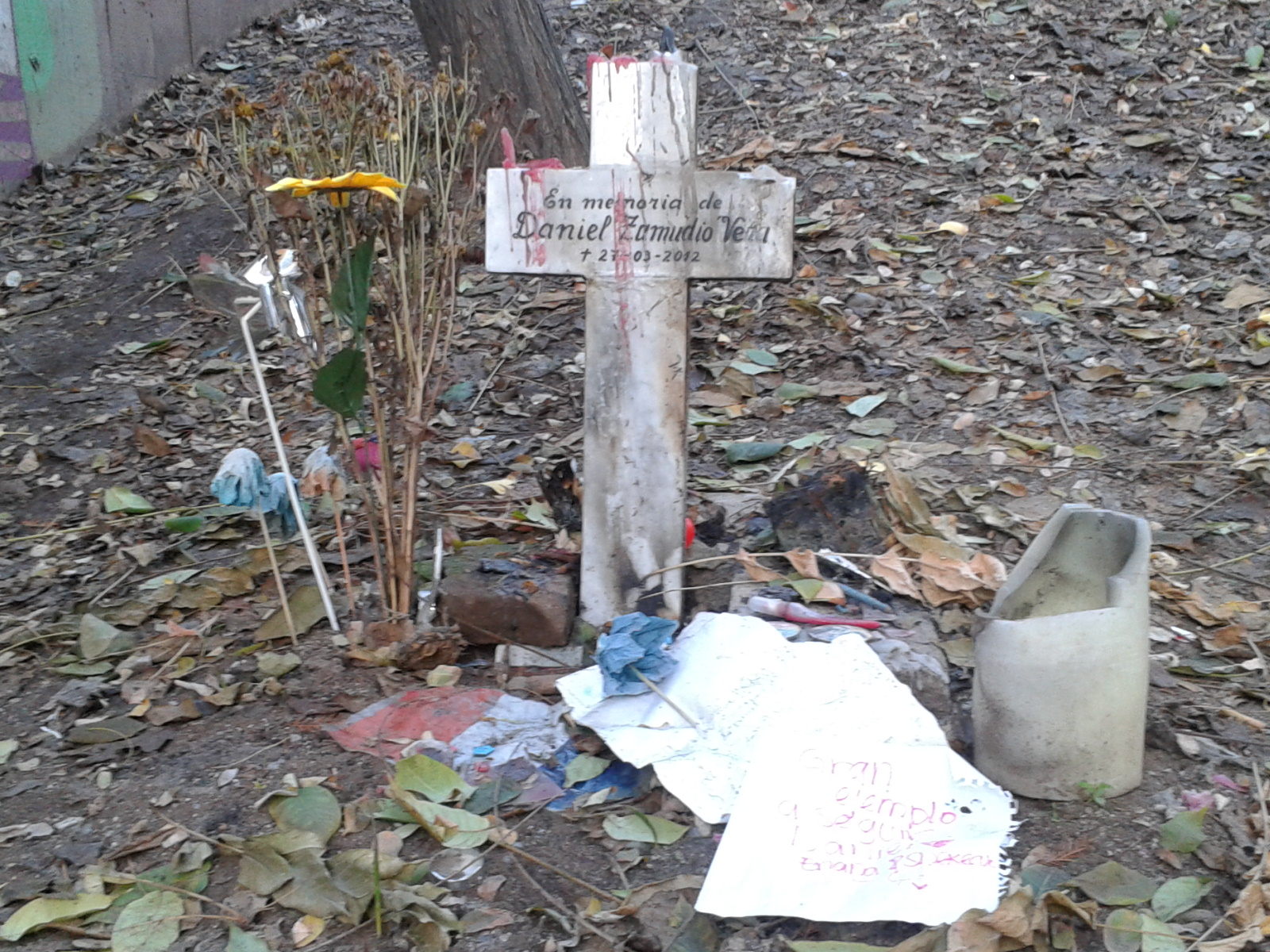
جایی که دانیل را یافتند
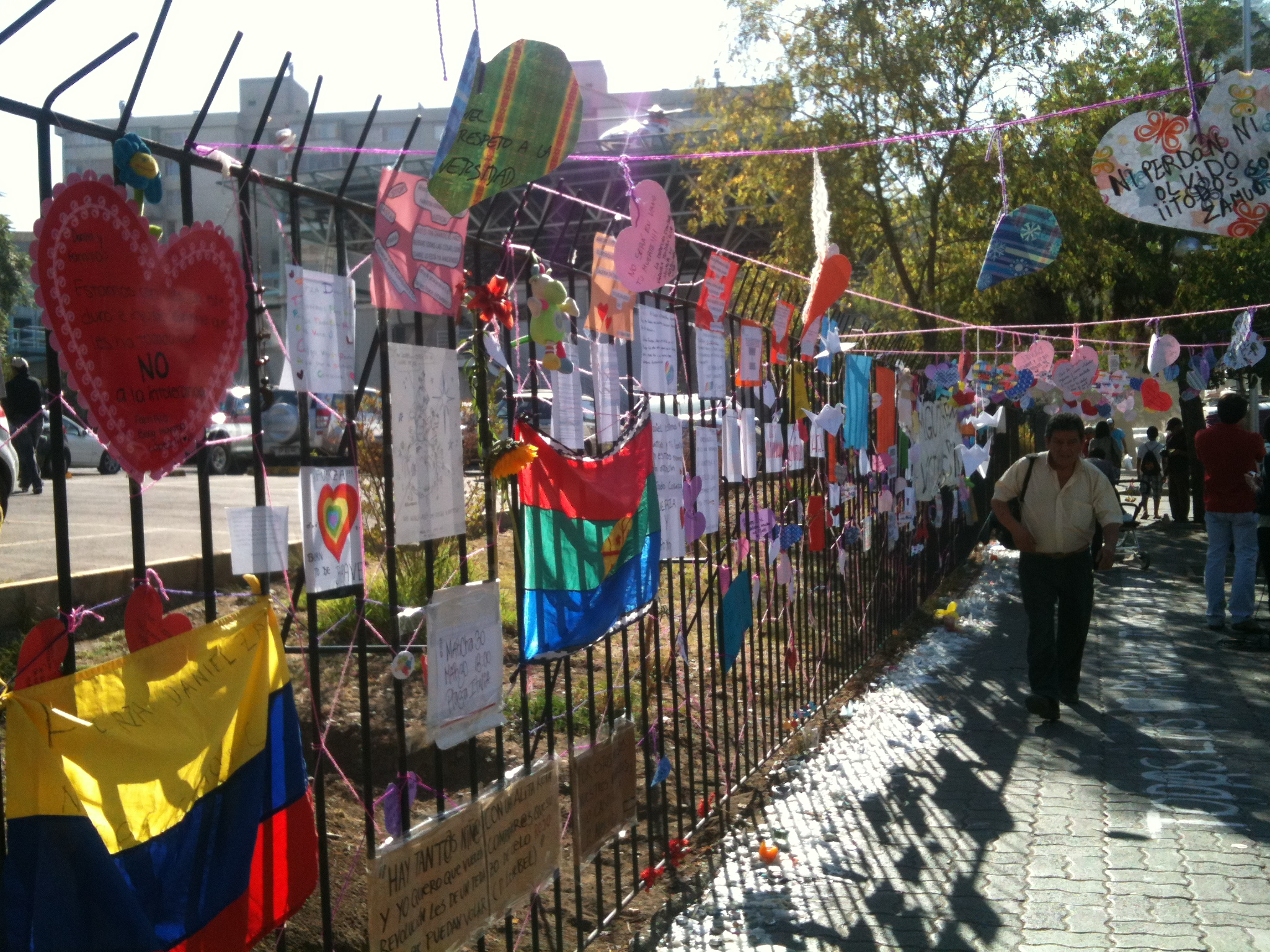
نامه‌هایی بر نرده‌های بیمارستان به نشانه حمایت از دانیل
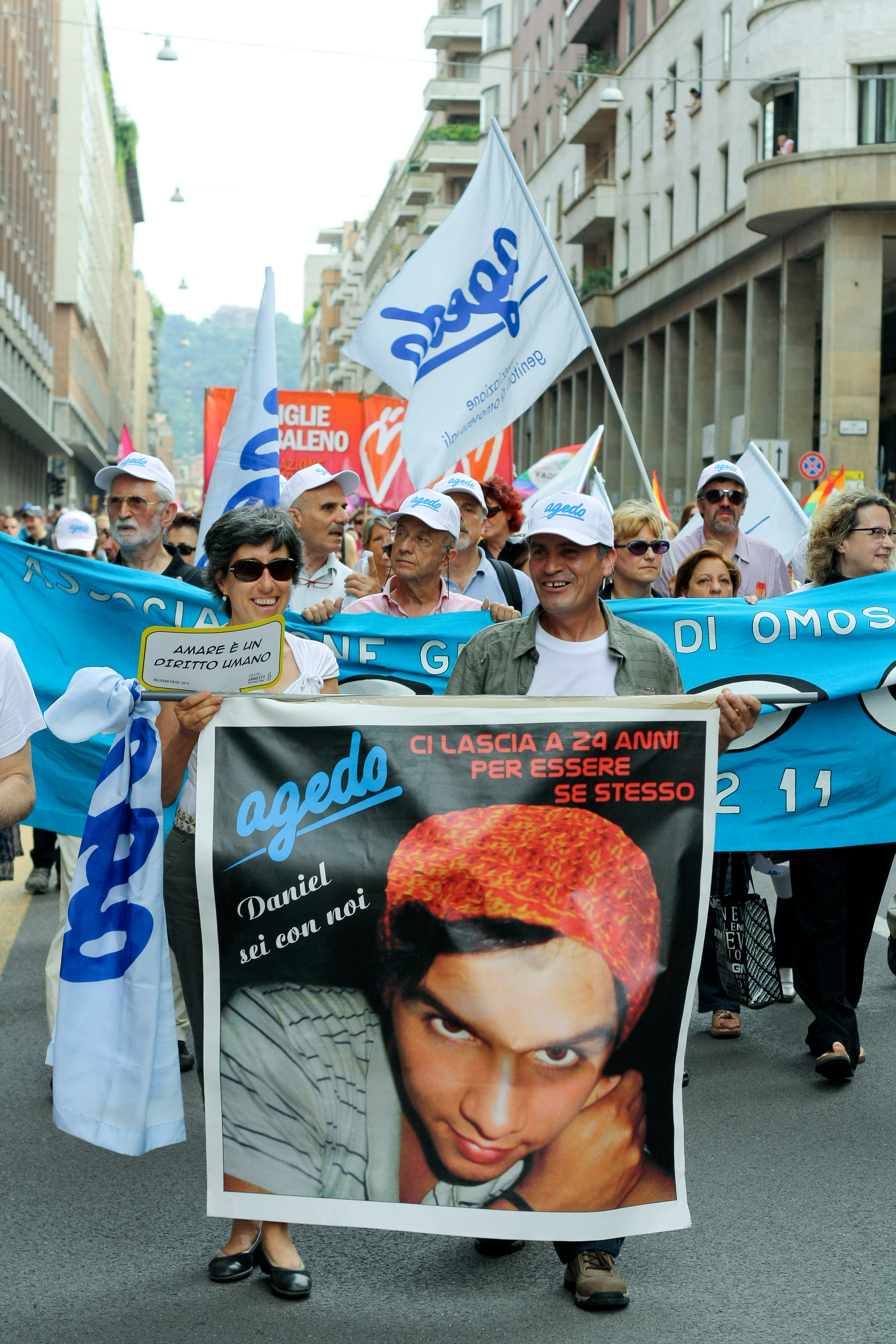
نگاره‌ای از دانیل در هفته غرور بولونیا، ۲۰۱۲
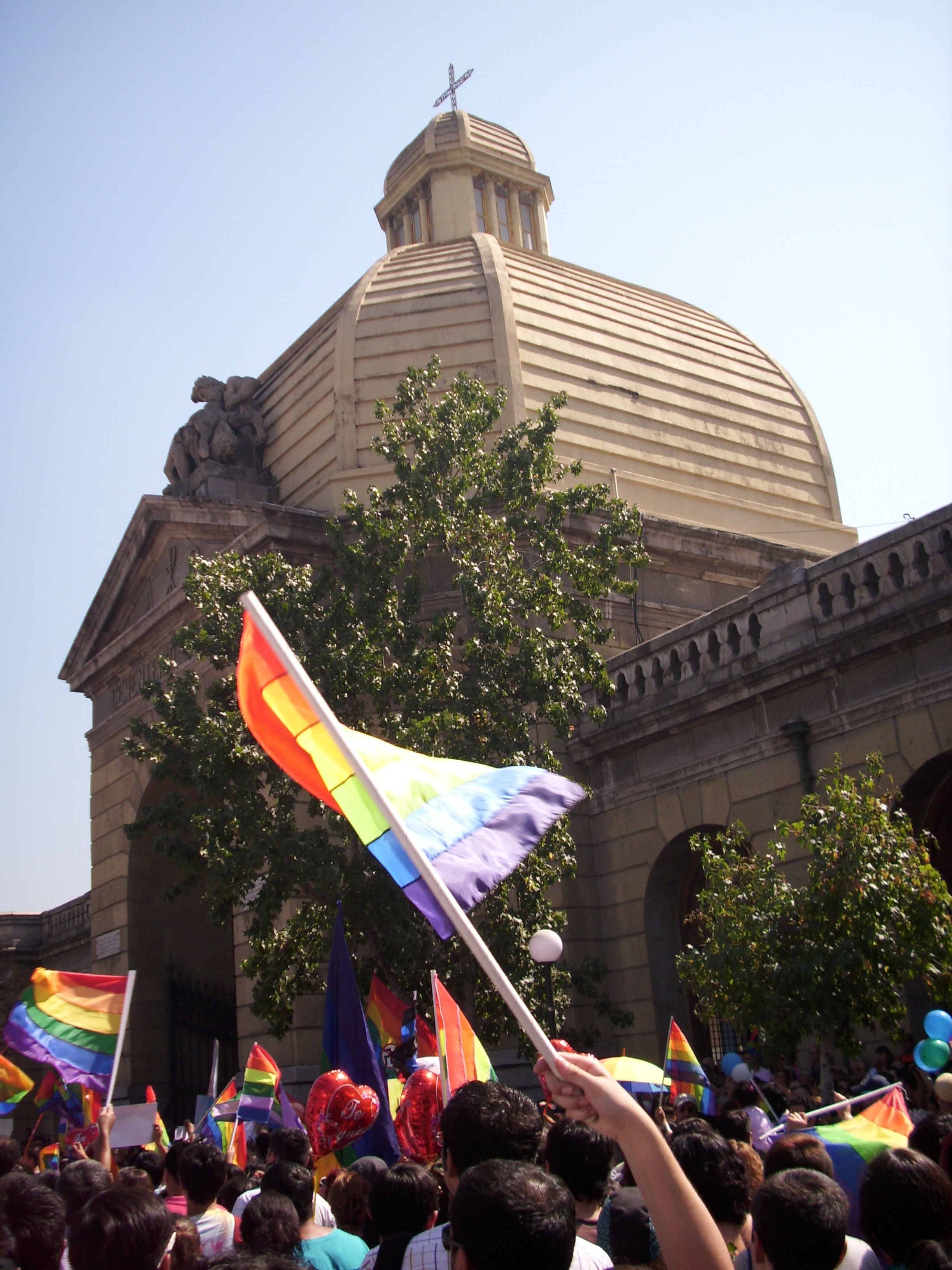
پرچم‌های رنگین‌کمان در مراسم تشییع جنازه دانیل
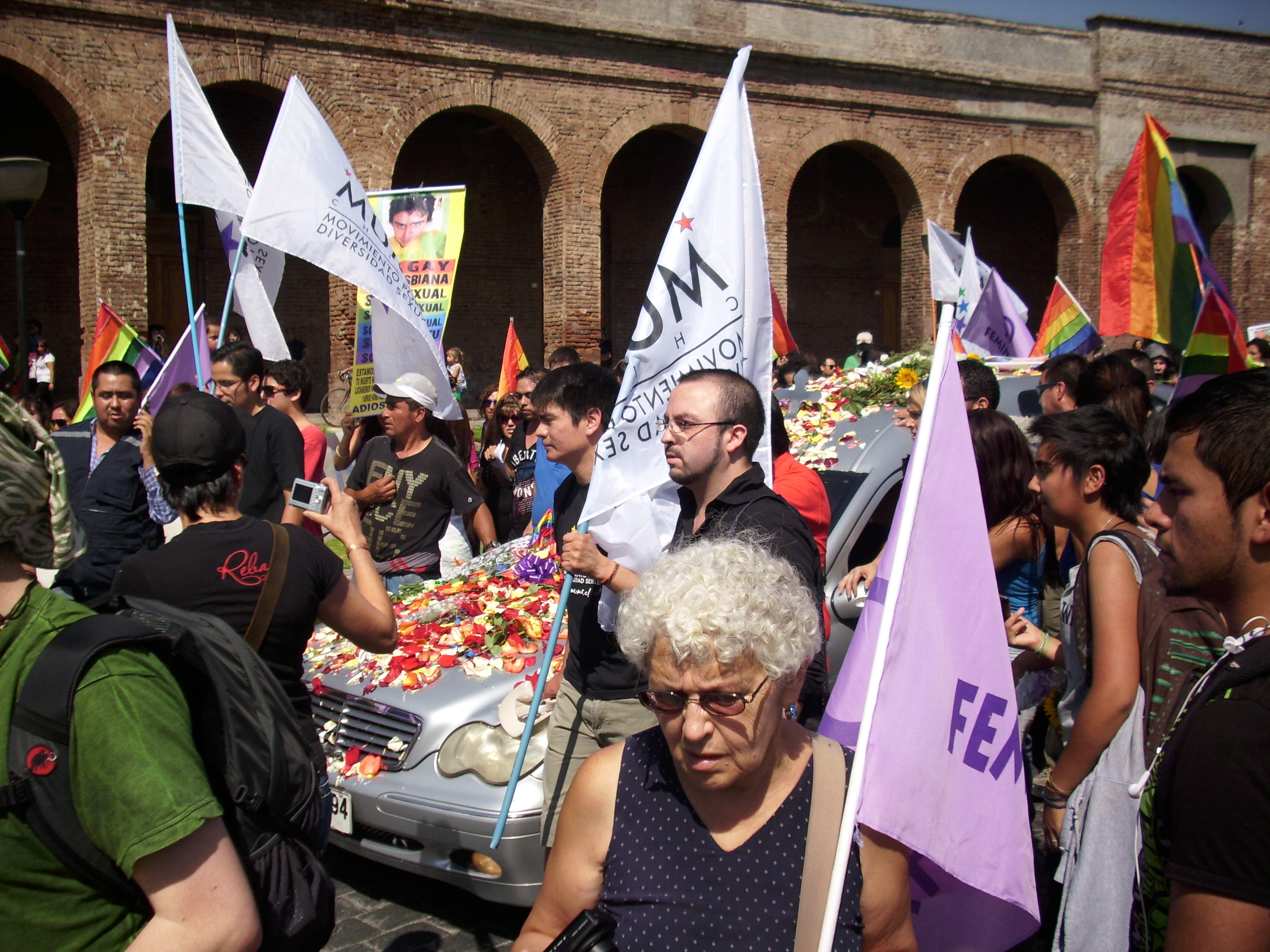
تشییع جنازه دانیل زامودیو